# چرناوودا
شهر چرناوودا (به رومانیایی: Cernavodă) در شهرستان کونستانس در کشور رومانی واقع شده‌است. جمعیت این شهر ۲۰٬۵۱۴ نفر است.